# 陶元祐
陶元祐（1615年—？），字三寧，直隸常州府武進縣籍，應天府溧陽縣人，明朝政治人物。

## 生平
崇禎十二年（1639年）己卯科應天鄉試第七十七名舉人，十六年（1643年）中式癸未科會試第六十二名，三甲第五十七名進士。吏部觀政，授蘭谿縣知縣。

## 家族
曾祖陶廷樞，壽官；祖父陶組，贈南京大理寺評事；父陶人群，邵武府知府。兄陶嘉祉，崇禎七年進士。子陶自悅，康熙二十七年進士。